# البالغون 2 (فلم 2013)
البالغون 2 (بالإنجليزية: Grown Ups 2) هو فيلم كوميدي أمركي صَدَرَ بتاريخ 12 يوليو 2013، من إخراج دينيس دوغان، وبطولة آدم ساندلر وكيفن جيمس وكريس روك وديفيد سبيد وسلمى حايك. يُعتبر الفيلم تكملة للجزء الأول (البالغون) الذي صَدَرَ في عام 2010.

## القصة
بعد قضائه أفضل فترات حياته؛ يقرر ليني الانتقال مع عائلته إلى بلدته القديمة؛ ليكون بالقرب من أصدقائه القدامى وأطفالهم، إلا أنه يكتشف أن البلدة لم تعد بالهدوء الذي تركها عليه منذ سنوات طويلة؛ وأنها أصبحت مكتظة بالمجانين وغرباء الأطوار.

## طاقم التمثيل
- آدم ساندلر
- كيفن جيمس
- كريس روك
- ديفيد سبيد
- ستون كولد ستيف أوستن
- سلمى حايك
- ستيف بوسيمي
- ماريا بيلو
- تشاينا آن ماكلين
- تايلور لوتنر
- ميلو فينتميليا
- ديفيد هنري
- شيري أوتيري

## وصلات خارجية
- مقالات تستعمل روابط فنية بلا صلة مع ويكي بيانات

1. ↑  Puig، Claudia (11 يوليو 2013). "'Grown-Ups 2' is groan-inducingly bad". Usatoday.com. مؤرشف من الأصل في 2018-06-23. اطلع عليه بتاريخ 2013-07-12.
2. ↑  "Rob Schneider: 'Sandler Left Me Out Of Grown Ups 2′ « CBS Houston". Houston.cbslocal.com. 25 مايو 2012. مؤرشف من الأصل في 2017-12-12. اطلع عليه بتاريخ 2014-05-05.
3. ↑  The New York Times نسخة محفوظة 2020-04-17 على موقع واي باك مشين.